# اختبارات هبوط المرحلة الأولى لصاروخ فالكون 9

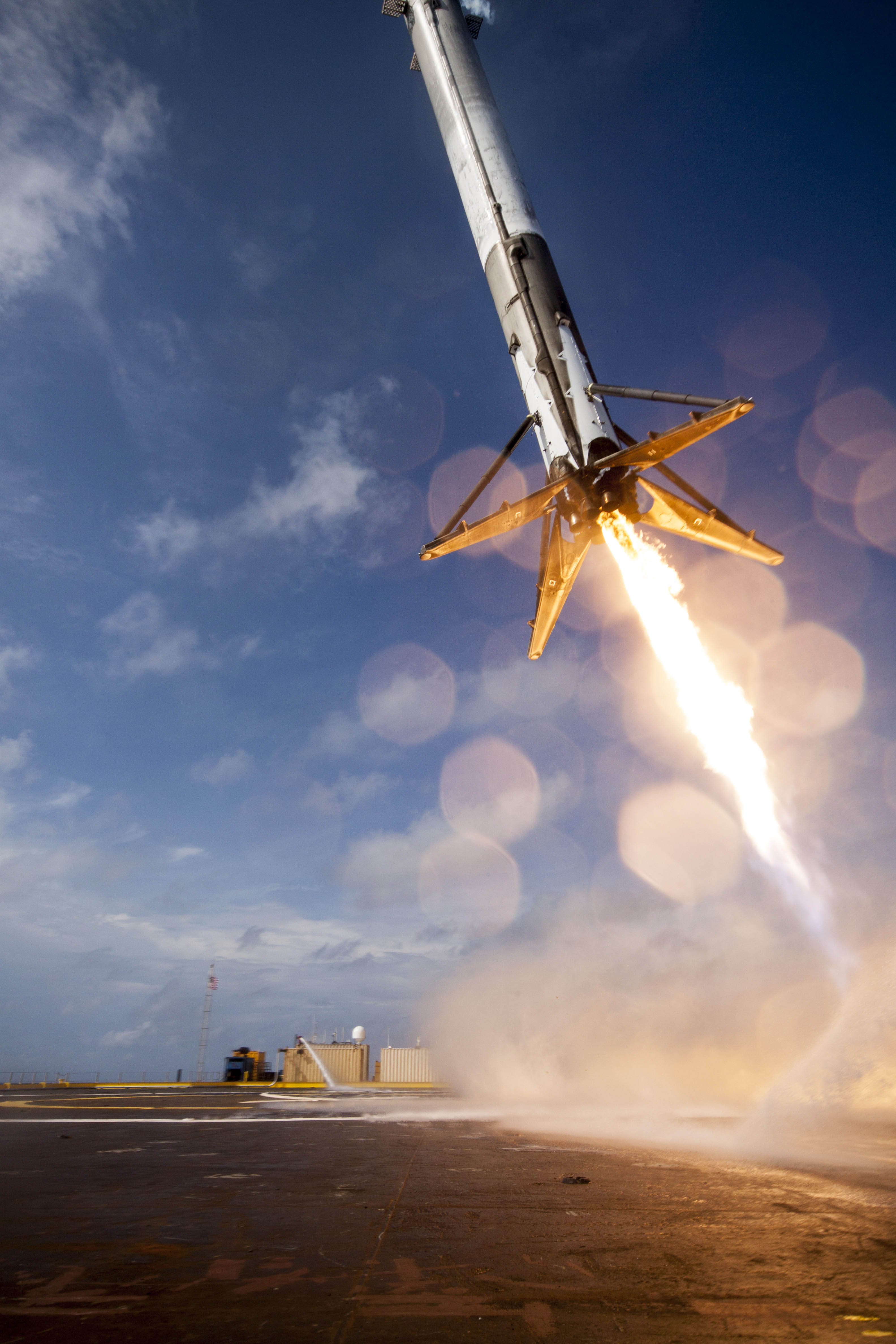
انطلاق النسخه الاولى لفالكون ف1.1 كرحله تجريبيه بين عامى 2013 و 2016.

كانت اختبارات هبوط المرحلة الأولى لصاروخ فالكون 9 سلسلةً من اختبارات النزول المتحكم به أجرتها سبيس إكس بين عامي 2013 و2016. منذ عام 2017، تهبط المرحلة الأولى لمهمات فالكون 9 بشكل روتيني إذا سمح أداء الصاروخ بذلك، وإذا قررت سبيس إكس استعادة المرحلة.
كان هدف البرنامج هو تنفيذ عملية إعادة الدخول والنزول والهبوط (إي دي إل) للمرحلة الأولى لصاروخ فالكون 9 في الغلاف الجوي للأرض بعد إكمال مرحلة التعزيز في الرحلات الفضائية المدارية. هدفت الاختبارات الأولى إلى الهبوط عموديًا على سطح المحيط. حاولت الاختبارات اللاحقة الهبوط بالصاروخ بدقة على متن سفينة خاصة ذاتية القيادة (بارجة خاصة بشركة سبيس إكس توفر سطح هبوط ثابت في البحر) أو في منطقة الهبوط 1 (إل زي 1)، التي هي منصة هبوط خرسانية في كيب كانافيرال. نجح أول هبوط أرضي على إل زي 1 في ديسمبر 2015، ونجح أول هبوط في البحر على متن سفينة ذاتية القيادة في أبريل 2016. كان الصاروخ الثاني، بي 1021، أول صاروخ ينطلق مرتين في مارس 2017، وتم استعادته في المرة الثانية.

## نظرة عامة
أجري أول اختبار هبوط في سبتمبر 2013 في الرحلة السادسة لصاروخ فالكون 9 والإطلاق الأول لنسخة 1.1. بين عامي 2013 و2016، أُطلِقت 16 رحلة تجريبية، نجحت ستة منها في الهبوط قبل أن يجري استعادة الصواريخ:
1. هبطت الرحلة 20 (أوربكوم أوه جي 2 إم 2) بأمان على منصة إل زي 1 الأرضية في المحاولة الأولى في ديسمبر 2015؛
2. نجحت الرحلة 23 (سي آر إس 8) بالهبوط أخيرًا على سطح المحيط الأطلسي على متن سفينة Of Course I Still Love You ذاتية القيادة في أبريل 2016 بعد أن فشلت أربع محاولات سابقة؛
3. هبطت الرحلة 24 (جاي سي سات 14) والرحلة 25 (ثايكوم 8) في البحر على متن سفينة ذاتية القيادة في مايو 2016 بعد العودة بسرعات عالية من مدار جغرافي ثابت؛
4. هبطت الرحلة 27 (سي آر إس 9) على إل زي 1 في يوليو 2016؛
5. هبطت الرحلة 28 (جاي سي سات 16) على متن سفينة ذاتية القيادة في أغسطس 2016؛

منذ العودة إلى إطلاق الرحلات في يناير 2017، توقف سبيس إكس عن الإشارة إلى محاولات الهبوط على أنها تجريبية، ما يشير إلى أنها أصبحت إجراءً روتينيًا. اعتبارًا من 15 ديسمبر 2017، أُجريت 14 عملية هبوط روتينية (بنسبة النجاح بلغت 100%) وأُطلِقت ثلاث مهمات مستهلكة، أي أنها لم تحاول الهبوط.
كانت اختبارات النزول بالمرحلة الأولى جزءًا من برنامج تطوير نظام الإطلاق القابل لإعادة الاستخدام الخاص بسبيس إكس، الذي تضمن قدرًا كبيرًا من أنشطة التطوير التكنولوجية ورحلات اختبار سابقة على ارتفاعات منخفضة في منشأة سبيس إكس في ماكجريجور، تكساس، استعدادًا للاختبارات المرتفعة والسريعة لمرحلة اختبار الهبوط. يهدف البرنامج بشكل عام إلى تطوير صواريخ خاصة قابلة لإعادة الاستخدام باستعمال تقنية الهبوط العمودي لتقليل تكلفة المهام الفضائية بدرجة كبيرة.
تقليديًا، يتم التخلص من المراحل الأولى للصواريخ المدارية في المحيط بمجرد اكتمال مرحلة الصعود. يمكن أن تسمح الاستعادة الروتينية لصواريخ الإطلاق وإعادة استخدامها بتقليل تكلفة المهام الفضائية بدرجة كبيرة.

## نظرة تاريخية
منذ البداية، أراد إيلون ماسك أن تكون المرحلة الأولى لصواريخ سبيس إكس قابلةً للاسترداد، إذ زُودت جميع عمليات إطلاق صاروخ فالكون 1 وأول إطلاقين لفالكون 9 بمظلات. مع ذلك، احترقت الصواريخ عند إعادة الدخول في الغلاف الجوي، حتى قبل نشر المظلات. هذا دعا إلى اتباع نهج مختلف. بُنيت وأُطلِقت نماذج تجريبية بين عامي 2012 و2014 لاختبار فكرة الهبوط باستخدام الصواريخ واكتساب الخبرة.
أعلنت سبيس إكس لأول مرة في مارس 2013 أنها ستجهز المراحل الأولى لفالكون 9 لاختبار الهبوط المُتحكم به، لتكون قادرةً على التباطؤ باستخدام الصواريخ لتهبط بسلاسة فوق سطح الماء. توقعت الشركة أن تبدأ هذه الاختبارات الطيران في عام 2013، مع محاولة إعادة صاروخ ليهبط على موقع الإطلاق بشكل آلي بحلول منتصف عام 2014.
أطلقت سبيس إكس أول رحلة تجريبية لهبوط مُتحكم به في عام 2013 لكنها واصلت اختبارات الهبوط فوق الماء حتى عام 2015. بعد تحليل بيانات القياس عن بعد من أول هبوط مُتحكم به في سبتمبر 2013، أعلنت سبيس إكس اجتياز كمية كبيرة من الأهداف التكنولوجية الجديدة، إلى جانب التقدم التكنولوجي الذي أُجري على النموذج الأولي المُسمى جراسهوبر، وبالتالي أصبحت الشركة جاهزةً لاختبار عملية إي دي إل الكاملة لاستعادة المرحلة الأولى. كان الصاروخ «قادرًا على الانتقال بنجاح من الفراغ من سرعة هايبرسونك إلى سوبرسونك إلى ترانسونيك، وتشغيل المحركات والتحكم في المرحلة طوال الطريق عبر الغلاف الجوي».
أُجري اختبار إي دي إل الثاني خلال المهمة الثالثة لإعادة تزويد محطة الفضاء الدولية بالمؤن لصالح ناسا في أبريل 2014. أضافت سبيس إكس عدة هبوط إلى المرحلة الأولى، وأبطأت المرحلة عبر الغلاف الجوي وحاولت محاكاة الهبوط فوق سطح الماء، بعد انفصال المرحلة الثانية لكبسولة دراغون المتجهة إلى محطة الفضاء الدولية. تباطأت المرحلة الأولى بشكل كافٍ لتحقيق هبوط سلس فوق المحيط الأطلسي. أعلنت سبيس إكس في فبراير 2014 أنها تعتزم مواصلة اختبارات الهبوط بالمرحلة الأولى فوق الماء حتى تتقن التحكم الدقيق في الصاروخ أثناء تباطئه من سرعات هايبرسونك إلى سرعات دون سرعة الصوت.
حاولت الاختبارات اللاحقة، بدءًا من مهمة سي آر إس 5 في يناير 2015، الهبوط بالمرحلة الأولى على سفينة ذاتية القيادة متمركزة قبالة ساحل فلوريدا أو في المحيط الهادئ اعتمادًا على موقع الإطلاق. استُخدمت السفن في ست محاولات هبوط، ونجحت محاولتان في أبريل ومايو 2016. في الوقت نفسه، نجحت المحاولة الأولى للهبوط على أرض صلبة في كيب كانافيرال في 21 ديسمبر 2015.

## خطة اختبار ما بعد المهمة
تضمنت خطة اختبار ما بعد المهمة لصاروخ فالكون 9 إجراء إطلاق كبحي لمحرك المرحلة الأولى في الغلاف الجوي العلوي لإبطاء الصاروخ ووضعه في مسار باليستي يقوده إلى موقع الهبوط المستهدف، يليه إطلاق ثانٍ في الغلاف الجوي السفلي قبل أن تصل المرحلة الأولى إلى سطح الماء. أعلنت سبيس إكس في مارس 2013 أنها تعتزم إجراء هذه الاختبارات باستخدام صاروخ فالكون 9 النسخة 1.1 و«ستواصل إجراء هذه الاختبارات حتى يتمكنوا من العودة والهبوط على موقع الإطلاق». قالت الشركة أنها توقعت عدة إخفاقات قبل أن تتمكن من الهبوط بالصاروخ بنجاح.
في المعلومات المفصلة التي كُشف عنها في رخصة إطلاق رحلة فالكون 9 السادسة لمهمة كاسيوب، قالت سبيس إكس أنها ستطلق ثلاثة من محركات ميرلين 1 دي التسعة في البداية لإبطاء السرعة الأفقية للصاروخ والبدء في محاولة الهبوط المتحكم به. بعد ذلك، قبل وقت قصير من الهبوط على بالمحيط، سُيعاد تشغيل محرك واحد لمحاولة لتقليل سرعة المرحلة الأولى ما سيسمح باستعادتها. اعتبارًا من سبتمبر 2013، قالت سبيس إكس أن فرصة نجاح التجربة تساوي 10% تقريبًا.
لم تختبر سبيس إكس عملية الهبوط المتحكم به خلال جميع رحلات فالكون 9 النسخة 1.1، إذ لا تترك الرحلات المتجهة إلى المدار الجغرافي الثابت وقودًا كافيًا لعملية الهبوط. في سبتمبر 2013، أعلنت سبيس إكس أنها ستجري اختبار الهبوط الثاني خلال مهمة سي آر إس 3 في أبريل 2014 (الرحلة الرابعة لفالكون 9 النسخة 1.1).
في حين أن الاختبارات الأولى تضمنت أعادة تشغيل المحركات مرتين فقط، فبحلول اختبار الرحلة الرابع، في سبتمبر 2014، أصبحت سبيس إكس تعيد تشغيل المحركات ثلاث مرات لإنجاز أهداف اختبار إي دي إل (على الرغم من استخدام ثلاث محركات فقط من أصل تسعة): إطلاق خلفي، وإطلاق إعادة الدخول في الغلاف الجوي، وإطلاق للهبوط. يحد الإطلاق الخلفي من المدى السفلي للمرحلة المُستخدمة؛ يُستخدم إطلاق إعادة الدخول (بين ارتفاعي 70 و40 كيلومتر (43 إلى 25 ميل) تقريبًا) للتحكم في نزول وتباطؤ المرحلة الأولى عند دخولها الغلاف الجوي؛ ويكمل إطلاق الهبوط عملية التباطؤ من السرعة الحدية إلى السكون للهبوط على السطح.